# LOL : qui rira le dernier ?
LOL : qui rira le dernier ? est une émission québécoise de télévision diffusée sur Amazon Prime Video depuis 2023 et présentée par l'acteur québécois Patrick Huard. La version en France se nomme LOL : qui rit, sort !.

## Description
L'émission est adaptée d'un format japonais Hitoshi Matsumoto Presents Documental de 2016, présentée par l'acteur et humoriste japonais Hitoshi Matsumoto, puis déclinée en Australie, au Mexique, au Canada anglais, en France, en Italie, en Allemagne, en Suède, en Argentine ou encore en Espagne,. La version en France se nomme LOL : qui rit, sort !.
La personne qui gagne donnera 100 000$ pour l'association de bienfaisance de son choix.

## Participants
Saison 1 : Édith Cochrane, Rachid Badouri, Mathieu Dufour, Christine Morency, Laurent Paquin, Richardson Zéphir, Marie-Lyne Joncas, Virginie Fortin, Arnaud Soly et Yves P. Pelletier.
Saison 2 : Neev Bensimhon, Philippe Laprise, Roxane Bruneau, Mariana Mazza, Katherine Levac, Pier-Luc Funk, Stéphane Rousseau, Fabien Cloutier, Rosalie Vaillancourt et Tailaire Laguerre.
Saison 3 : Jean-Michel Anctil, Réal Béland, Anne-Élisabeth Bossé, Jo Cormier, Korine Côté, Mona de Grenoble, Maude Landry, Mélanie Maynard, Dominic Paquet et Erich Preach

## Résultats
Saison 1
| Classement          | Participant       |
| ------------------- | ----------------- |
| Gagnants            | Laurent Paquin    |
| Gagnants            | Richardson Zéphir |
| 3e place            | Virginie Fortin   |
| Éliminés (6e place) | Rachid Badouri    |
| Éliminés (6e place) | Marie-Lyne Joncas |
| Éliminés (6e place) | Yves P. Pelletier |
| Éliminé (7e place)  | Arnaud Soly       |
| Éliminée (8e place) | Edith Cochrane    |
| Éliminée (9e place) | Christine Morency |
| Éliminé (10e place) | Mathieu Dufour    |

Saison 2
| Classement           | Participant          |
| -------------------- | -------------------- |
| Gagnante             | Rosalie Vaillancourt |
| 2e place             | Philippe Laprise     |
| 3e place             | Tailaire Laguerre    |
| Éliminé (4e place)   | Fabien Cloutier      |
| Éliminé (5e place)   | Pier-Luc Funk        |
| Éliminé (6e place)   | Neev Bensimhon       |
| Éliminée (7e place)  | Katherine Levac      |
| Éliminé (8e place)   | Stéphane Rousseau    |
| Éliminée (9e place)  | Roxane Bruneau       |
| Éliminée (10e place) | Mariana Mazza        |

Saison 3
| Classement           | Participant          |
| -------------------- | -------------------- |
| Gagnant              | Réal Béland          |
| 2e place             | Maude Landry         |
| 3e place             | Mélanie Maynard      |
| Éliminée (4e place)  | Korine Côté          |
| Éliminés (6e place)  | Mona de Grenoble     |
| Éliminés (6e place)  | Erich Preach         |
| Éliminés (8e place)  | Jean-Michel Anctil   |
| Éliminés (8e place)  | Dominic Paquet       |
| Éliminé (9e place)   | Jo Cormier           |
| Éliminée (10e place) | Anne-Élisabeth Bossé |

## Liens Internes
- LOL : qui rit, sort !